# Þórey Rósa Stefánsdóttir
Þórey Rósa Stefánsdóttir (* 14. August 1989 in Reykjavík) ist eine isländische Handballspielerin. Sie absolvierte über 100 Länderspiele für die isländische Nationalmannschaft.
Þórey Rósa spielte anfangs bei den isländischen Vereinen Íþróttafélag Reykjavíkur und Fram Reykjavík. Mit Fram nahm sie in der Saison 2008/09 am EHF Challenge Cup teil. Im Sommer 2009 wechselte die Außenspielerin zum niederländischen Erstligisten E&O Emmen. Im Februar 2011 unterzeichnete die Linkshänderin einen Vertrag beim deutschen Bundesligisten VfL Oldenburg. Im Juli desselben Jahres wechselte sie zum dänischen Verein Team Tvis Holstebro. Mit TTH gewann sie 2013 den EHF-Pokal. Daraufhin unterschrieb sie einen Vertrag beim norwegischen Erstligisten Vipers Kristiansand. im Sommer 2017 kehrte sie zu Fram Reykjavík zurück. Mit Fram gewann sie 2018 und 2022 die isländische Meisterschaft sowie 2018 und 2020 den isländischen Pokal. Im Jahr 2020 pausierte sie schwangerschaftsbedingt.
Þórey Rósa Stefánsdóttir nahm mit der isländischen Nationalmannschaft an der Weltmeisterschaft 2023 teil und schloss das Turnier auf dem 25. Platz ab. Sie erzielte im Turnierverlauf 19 Treffer.

## Sonstiges
Sie ist mit dem isländischen Handballspieler Einar Ingi Hrafnsson liiert.